# 예술 치료
예술 치료(영어: arts therapy)는 다양한 분야의 예술과 현대 의학, 심리 치료 이론, 상담 이론이 통합된 다각적인 치료기법이다. 창조적인 예술 활동을 통해 내담자의 감정이나 내면세계를 자발적으로 표현하게 하고, 사고나 감정, 행동의 제한점을 개선 및 유지시키는 것에 활용되고 있다.
예술 치료는 예술의 장르가 다양하고 치료의 개념이 치유와 구별되어야 한다는 견해가 있어 다양한 유형으로 개념을 정의할 수 있다.
미국 미술치료협회(영어: American Art Therapy Association)는 예술 치료를 다음과 같이 정의하였다.
미술 치료(영어: Art therapy)란 전문적 관계 내에서 병, 트라우마 또는 삶에서의 도전들에 직면한 사람들이나 개인적 성장을 추구하는 사람들에 의해 예술 작업이 치료적으로 사용되는 것을 말한다.
캐나다 음악치료협회(영어: Canadian Association for Music Therapy)의 음악 치료에 대한 정의는 다음과 같다.
음악치료(영어: Music therapy)란 개인의 신체적, 심리적, 정서적 통합을 돕고 병과 결함을 치료하는데 음악을 사용하는 것을 말한다.

공통적으로 예술치료는 정신질환, 자폐증 등 구체적인 질병을 갖고 있는 사람들 외에도 일반인 각자의 인격 성장과 발전, 자아 통찰력의 증진 등 자아성찰에 큰 비중을 두고 있다고 할 수 있다.

## 미술 치료

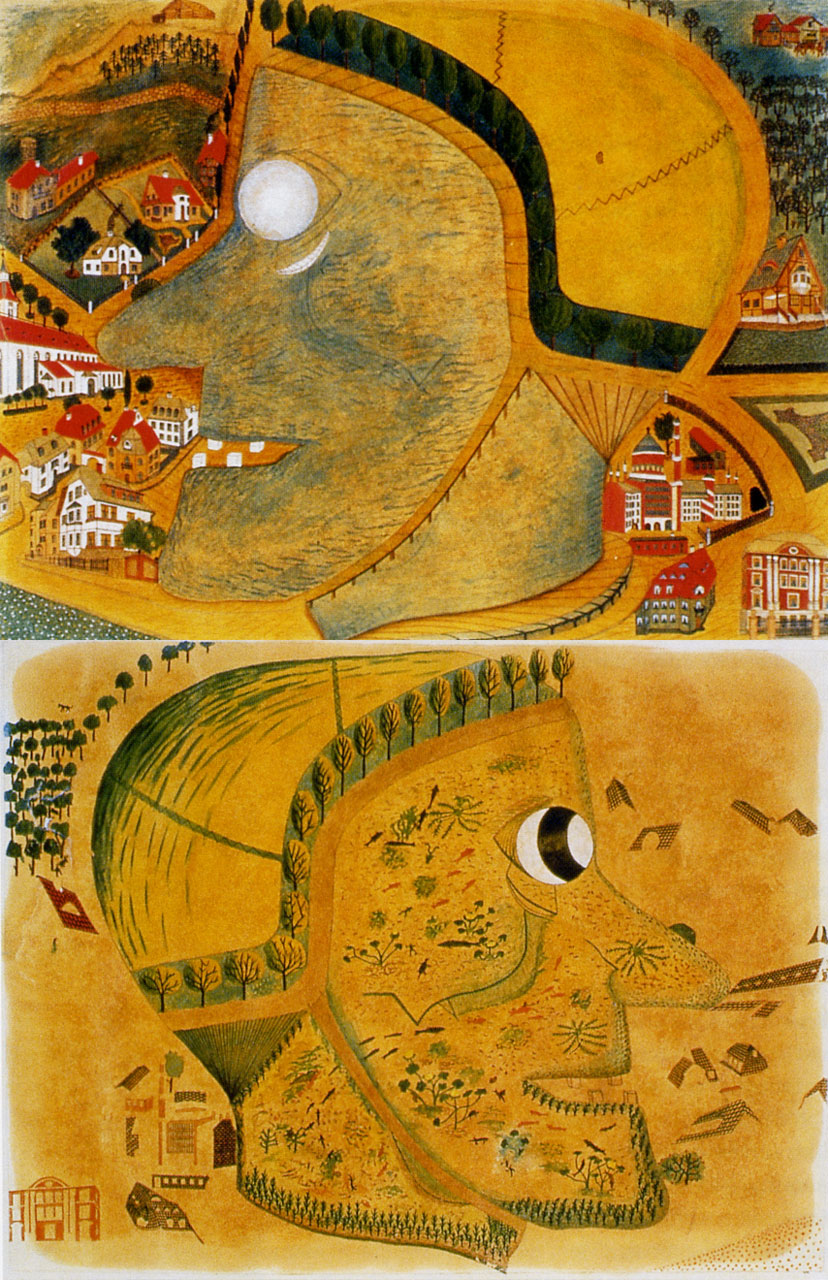
프린츠 호른의 저서에 실려있는 환자가 그린 그림. 《마녀의 머리》, 아우구스트 나터러 作.

### 역사
전문적인 미술 치료는 20세기 초 유럽에서 시작되었다. 당시에는 정신질환자, 시설에 있는 성인, 환자들의 그림을 정신 병리 진단의 보조도구로 사용하였다. 독일의 의사 프린츠 호른(영어: Prinzhorn,1886~1933)은 정신병원에 있는 환자들의 그림으로 진단을 시도하였고, 그림들을 수집하여 1922년 '정신병자의 예술가적 기질'(Bildnerei der Geisteskranken)이라는 저술을 발표하였다. '미술 치료'라는 용어는 1961년 미국의 미술작가 울만(Ulman)이 《미술치료 회보(Bulletin of Art Therapy)》 창간호에서 처음 사용하였다. 이후 미술 치료는 제2차 세계대전을 거치면서 더욱 발전하게 되었는데, 전쟁 후 미국에서는 정신질환자, 사회 부적응자들이 속출하게 되었고, 각종 심리치료기법에 대한 수요가 급증하였다. 이에 1969년 미국 최초로 미국 미술치료협회가 세워지게 되었으며 심리학의 발전과 함께 전문적인 치료 분야로 발전하게 되었다.
현재는 치료뿐만 아니라 개인의 성장을 돕고 개발시키는 목적으로도 미술 치료를 활용하고 있다.

### 치료 종류
미술 치료는 목적과 내담자에 대한 진단에 따라 다양한 종류의 치료 모델이 있다.
- 정신 분석적 미술 치료

내담자가 표현한 작품의 소재를 분석하여 미술을 상징적 언어의 형태로 보고 자유롭게 자신을 표현하게 하는 치료이다.
- 인간 중심 미술 치료

작업 결과보다는 내담자의 적극적인 참여를 중요시 여기는 것으로 내담자가 표현하려고 했던 부분에 초점을 놓는 치료이다.
- 게슈탈트 미술 치료

내담자와 치료자 사이의 의사소통을 책임감 있고 직접적인 것이 되도록 중점을 두는 치료이다. 시각 메시지나 목소리, 신체언어 등의 사용으로 개인적 표현성의 전체 형상을 다룬다.
- 가족 미술 치료

가족 구성원 전체가 힘든 상황과 의사소통의 어려움 과 서로의 속마음을 미술치료를 통해 배우게 되고 서로에 대해 갈등을 해결할 수 있게된다. 전 가족이 치료의 대상이 되므로 개인치료에 비해 단기간에 진행되지만 변화의 효과가 오래지속된다.
- 물고기 가족화 (어항그림)
물고기 가족화는 어항을 그려 그 안에 자신이 꾸미고 싶은 세계로 꾸며보게 하며 실물을 보고 그리며 안되며 자신이 꾸미고 싶은 세계를 꾸리면 된다.
또한, 검사자가 의도하여 “나”를 포함한 물고기의 세계를 표현하라고 해도 무방하다.
주의할 것은 그림을 그린 사람에게 왜 이렇게 그렸는지 설명을 들어서 분석에 도움이 되고 정확한 갈등상황을 알 수 있도록 한다.
-동그라미 가족화 검사
동그라미 중심 가족묘화법은 새로운 투사적 묘화법으로서 사람들의 내면에 있는 부모님과 가족간의 관계성을 표현할 수 있다
동그라미 가족화는 동그라미 중심에 가족 중 한 사람을 그리고 그 주변을 그사람 하면 떠오르는 것들을 그리게 함으로써 내담자와의 긍정적, 부정적인 관계를 알 수 있는 검사이다.

## 음악 치료

### 역사
현재 행해지고 있는 근대 음악 치료는 20세기 초 미국에서 시작하였다. 당시 환자를 수술할 때 갖는 두려움이나 마취시 통증을 없애기 위한 보조치료 수단으로 음악을 사용하였다. 음악 치료는 제1,2차 세계대전 이후 외상 후 스트레스 장애나 정서장애를 입은 사람들의 치료가 요구되면서 더욱 발전하게 되었다. 1950년에는 미국 음악치료협회(영어: the National Association for Music Therapy)가 세워져 음악치료사의 교육, 연구, 임상 실습 등에 대한 규정이 만들어졌으며, 현재는 개인의 성장을 돕고 삶의 만족감을 증진시키는 목적으로도 음악 치료를 활용하고 있다.

### 치료 모델
음악 치료는 목적과 내담자에 대한 진단에 따라 다양한 종류의 치료 모델이 있다.
- 정신분석적 음악 치료

내담자의 내면적 갈등이나 대인관계에서 오는 감정적 문제 해결을 위해 음악을 심리치료의 도구로 사용하는 치료이다.
- 훈련적 음악 치료

아직 학습되지 않았거나 혹은 잘못 학습된 것을 일정한 체험 훈련 과정을 통하여 학습하거나 재학습하게 하는 치료이다.
- 관련적 음악 치료

임상 현장에서 음악 치료가 시행될 때 음악 치료 그룹이 경험하는 과정을 음악 외적인 것과 연관시키는 치료이다.

## 이 외의 예술 치료
무용치료, 심리극, 연극치료, 독서치료, 시 치료

## 같이 보기
- 읽기 요법
- 치료 목록